# Martí Perarnau Grau
Martí Perarnau Grau (Barcelona, 7 de març de 1955) és un periodista i exatleta català. Durant la seva etapa esportiva va participar en els Jocs Olímpics de Moscou 1980, en la modalitat de salt d'alçada.

## Biografia
Va néixer a Barcelona i de jove va practicar atletisme per desig del seu pare, esdevenint campió universitari de 400 metres tanques. Encara que va alternar diferents modalitats va destacar en salt d'alçada, on va ser campió d'Espanya i va superar el rècord nacional en totes les categories. Amb dinou anys va compaginar la seva carrera amb la seva primera feina de periodista al Diario de Barcelona, i el 1976 es va retirar de la competició per assumir la prefectura d'esports de Mundo Diario durant quatre anys. Va reprendre l'esport d'elit després de la desaparició d'aquest diari, a temps per guanyar-se una plaça als Jocs Olímpics de Moscou 1980. Ja a la capital soviètica va caure en la fase eliminatòria.
Va tornar al periodisme el 1982 a la plantilla d'El Correo Catalán i dos anys després, en no assolir la marca mínima per competir als Jocs Olímpics de Los Angeles, es va retirar per dirigir la redacció d'esports de TVE Catalunya. Sota el seu mandat va crear el programa Estadio 2 i va cobrir diferents esdeveniments nacionals i internacionals. Va deixar la televisió pública el novembre de 1987 per assumir la direcció d'esports de Ràdio Barcelona, pertanyent a la Cadena SER.
El 1988 va ser nomenat director del centre de premsa dels Jocs Olímpics de Barcelona 1992, dins del Comitè Olímpic Organitzador (COOB). Quan l'esdeveniment va acabar, Antena 3 el va fitxar per a la direcció de comunicació i publicitat, en plena renovació corporativa empresa per Grupo Zeta, i es va mantenir allí fins al 1995. Des de llavors gestiona la seva pròpia productora publicitària, col·labora com a analista esportiu en diferents mitjans de comunicació i ha creat la publicació Perarnau Magazine.
L'abril de 2011 va publicar el llibre Senda de campeones, en què explica la història i funcionament de les categories inferiors del Futbol Club Barcelona. La seva segona obra Herr Pep va sortir a la venda el setembre del 2014 i reflecteix la feina de Josep Guardiola, entrenador del Bayern Múnic i ex del Barça, el primer any al capdavant de l'equip alemany; Perarnau va acompanyar el tècnic català durant tota la temporada per poder-lo escriure. El novembre del 2021 va publicar el seu darrer llibre, L'evolució tàctica del futbol 1863 - 1945: Desxifrant el codi genètic del futbol de la mà del fals 9, en què s'analitzen tàctiques històriques d'aquest període i la variant del davanter coneguda com a «fals nou».

## Obra
- Senda de campeones: De La Masia al Camp Nou (Grup Planeta, 2011)
- Herr Pep (Editorial Córner, 2014)
- Pep Guardiola: La Metamorfosi (Editorial Córner, 2016)
- L'evolució tàctica del futbol 1863-1945 (Editorial Córner, 2021)